# M1 고속도로 (벨라루스)

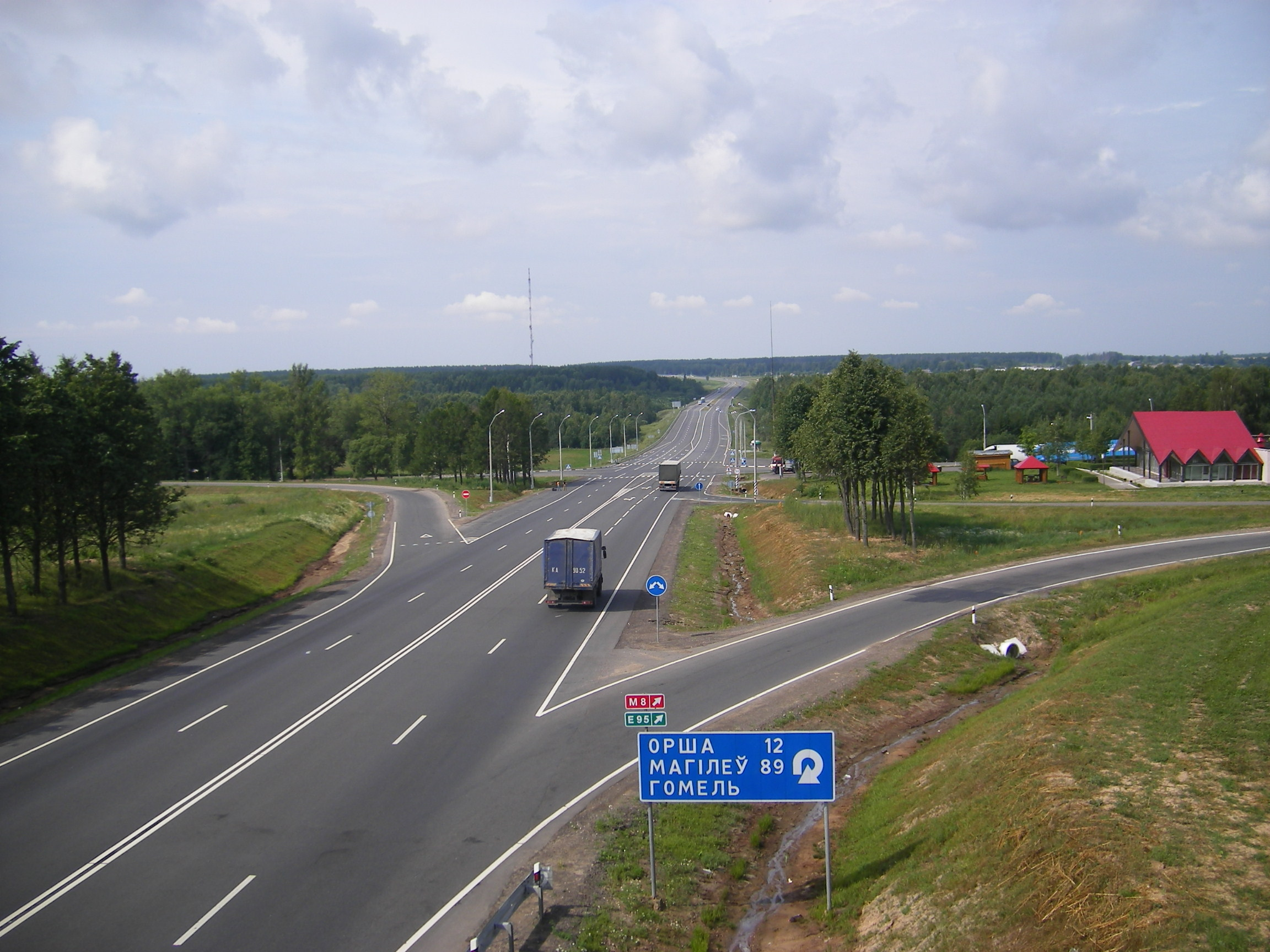
오르샤 인근을 관통하고 있는 M1 고속도로

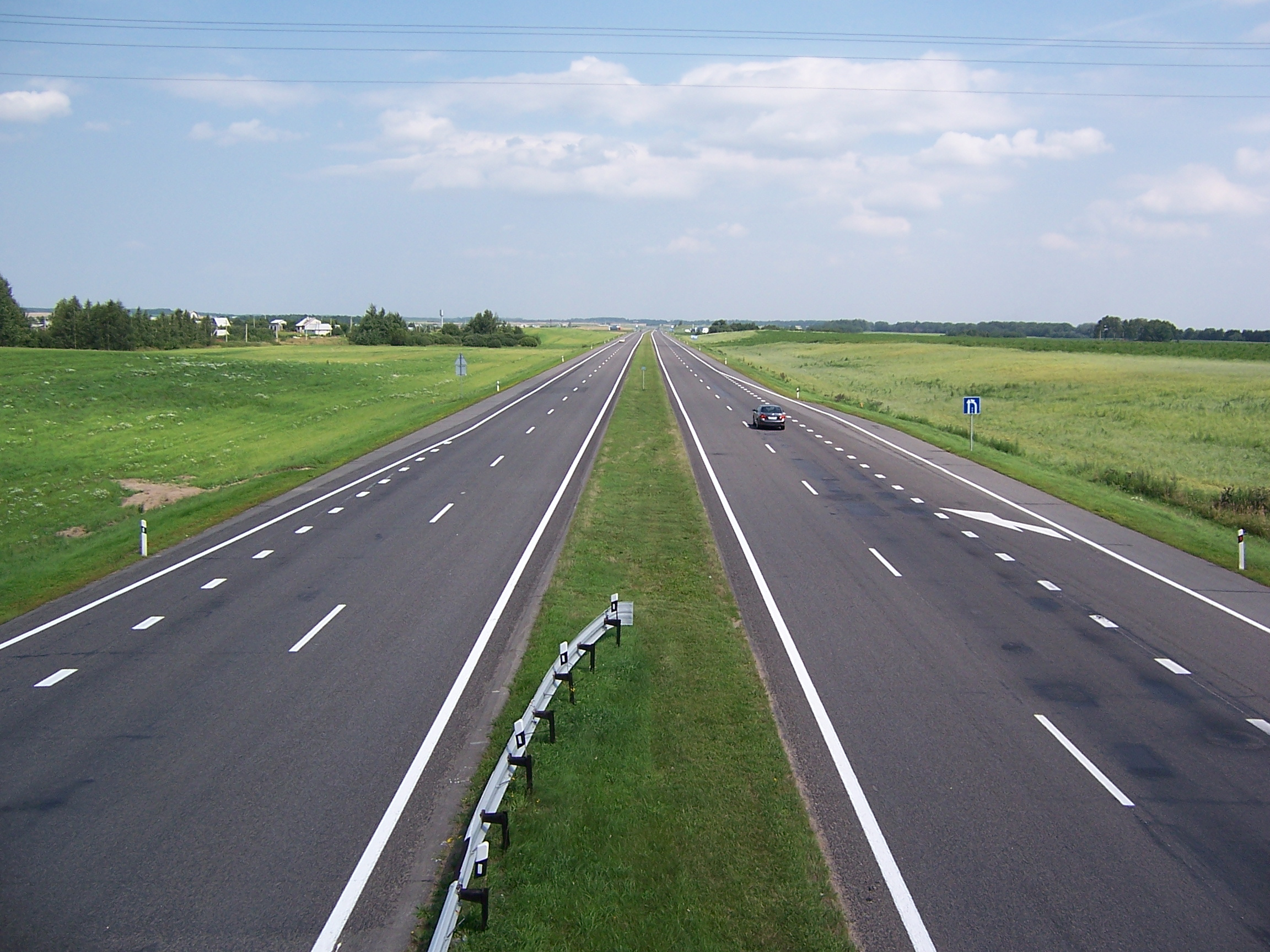
민스크로 향하고 있는 M1 고속도로

M1 고속도로(벨라루스어: Магістраль М1), (이칭:Magistral Route Nr. 1, 올림피즈카(олимпийка))는 벨라루스의 고속도로로, 러시아와 폴란드의 양국 국경을 건너오는 고속도로이기도 하며, 총 연장은 약 611km이다. 그러나 해당 고속도로는 유럽 고속도로 30호선의 일부로 이루어지고 있으며, 러시아 국경을 건너오면 아시안 하이웨이 6호선()과도 연결되어 있다. 주요 경유 도시로는 오르샤, 바리사우, 민스크, 바라나비치, 브레스트 등이 있다. 현재 M1 고속도로는 자동차 전용도로로 구성되어 있다.

## 같이 보기
- 유럽 고속도로 30호선
- 아시안 하이웨이 6호선